# Charlie Merz
Charles Cleveland „Charlie” Merz (ur. 6 lipca 1888 roku w Indianapolis, zm. 8 lipca 1952 roku tamże) – amerykański kierowca wyścigowy, oficer, inżynier i wynalazca.

## Kariera wyścigowa
W swojej karierze Merz startował głównie w Stanach Zjednoczonych w mistrzostwach AAA Championship Car oraz towarzyszącym mistrzostwom słynnym wyścigu Indianapolis 500. W drugim sezonie startów, w 1910 roku dwukrotnie stawał na podium, w tym raz na jego najwyższym stopniu. Z dorobkiem 220 punktów uplasował się na osiemnastej pozycji w końcowej klasyfikacji kierowców. Rok później Amerykanin czterokrotnie stawał na podium, w tym dwukrotnie na jego najwyższym stopniu. Uzbierane 1080 punktów pozwoliło mu zdobyć tytuł wicemistrza serii. W tym samym roku w Indy 500 uplasował się na siódmej pozycji. W sezonie 1912 linię mety toru Indianapolis Motor Speedway Merz przekroczył jako czwarty. W mistrzostwach AAA odniósł jedno zwycięstwo i dwukrotnie plasował się w czołowej trójce. Uzbierał łącznie 270 punktów. Dało mu to piętnaste miejsce w klasyfikacji generalnej. W kolejnych latach startował wyłącznie w Indianapolis 500. W 1913 roku był trzeci, a trzy lata później nie dojechał do mety.